# Dragoste frântă
Dragoste frântă (titlul original: în engleză Heartburn) este un film dramatic american din 1986 regizat de Mike Nichols. Scenariul realizat de Nora Ephron este bazat pe romanul ei semi-autobiografic cu același nume. Romanul a fost la rândul lui inspirat din mariajul Norei cu Carl Bernstein și aventura acestuia cu Margaret Jay. 

## Rezumat
Rachel (Meryl Streep) și Mark (Jack Nicholson) sunt doi jurnaliști din Washington. Ei se întâlnesc la o nuntă și la scurt după evenimentul care i-a adus împreună, cei doi se căsătoresc. Mai mult decât atât, ei își cumpără o casă, ba chiar au și un copil împreună. Dar într-o bună zi Rachel descoperă că Mark are o aventură, în timp ce ea este însărcinată pentru a doua oară...

## Distribuție
- Meryl Streep – Rachel Samstat
- Jack Nicholson – Mark Forman
- Stockard Channing – Julie Siegel
- Jeff Daniels – Richard
- Miloš Forman – Dmitri
- Steven Hill – Harry Samstat
- Catherine O'Hara – Betty
- Mamie Gummer – Annie
- Joanna Gleason – Diana
- Anna Maria Horsford – Della
- Richard Masur – Arthur Siegel
- Maureen Stapleton – Vera
- Mercedes Ruehl – Eve
- Kevin Spacey – hoțul din metrou